# 하야시 겐타로 (역사학자)
하야시 겐타로(일본어: 林健太郎, 1913년 1월 2일 ~ 2004년 8월 10일)는 역사학자(근대 독일사 전공)이자 평론가이다. 도쿄대교수, 문학부장, 총장을 역임한 후, 참의원의원에 선출되기도 하였다.

## 경력
도쿄도출생, 도쿄 부립 제 6중학교(현 도쿄도립 신주쿠 고등학교), 구제 제 1고등학교를 거쳐서 1935년 도쿄제국대학 문학부 서양사학과를 졸업하였다. 구제 제 1고등학교, 도쿄대 문학부 조교수를 거쳐, 1954년 도쿄대 문학부 교수가 되었다. 구제일고 시절부터 마르크주의 입장에 서, 전쟁 중에는 반(反) 파시즘론을 전개하였다.
1943년 『독일 근세사 연구』를 출판해, 근대 독일의 정치・사회의 특징을 설명했다.
1944년 31세에 징병되어 해군으로 복무한다. 전후에는 마스크스주의로부터 전향하였고, 그 후의 평론 활동은 마르크스주의나 진보적 문화인을 비판해서, 좌파에서는 강경파라고 칭해졌다.
고교 교과서의 베스트셀러가 된「고교의 세계사」를 공저한 사람이기도 하다.
1968년 도쿄대 분쟁에서 문학부장으로서 전공투 학생들에게 8일간 감금되었다. 학생측과 단체 교섭을 실시했지만, 학생들의 요구를 전부 거부해, 강직한 자세로 일관했다. (하야시 겐타로 감금 사건).
1973년부터 1977년까지 가토 이치로 학장을 이어 제 20대 도쿄대 총장에 취임한다. 1983년 자유민주당에서 비례구 명부 제 2위로 참의원의원에 당선되었다. 그 후, 일본 육영회 회장, 국제 교류 기금 이사장등을 역임했다.
근대 독일사의 전문가로서 독일의 외교사나 독일 혁명사의 연구로 실적을 올렸지만, 그 밖에 논단에서의 폭넓은 언론 활동으로도 유명해진다.
1990년 훈1등서보장을 받았다.
2004년 8월 10일 심부전으로 인해 도쿄도의 자택에서 사망했다. 향년 91세.

## 사상
그는 소위 강경파의 논객이라고 평가되는데, 아래와 같은 의견을 표명하고 있었다.
- 1930년대 이후의 일본의 행위는, 국제 연맹 규약이나 파리 부전 조약, 민족자결주의 등 당시 이미 확립해 있던 국제법, 국제 윤리에 반해, 침략이라고 부를 수밖에 없다.
- 태평양 전쟁은 일본의 타국 지배의 유지・확대를 위한 전쟁이며, 침략 행위의 과정에서 타국과의 무력 충돌을 일으킨 것이어서, 이것을 자위라고는 말하지 않는다.먼저 스스로 때려 두고, 되받아 쳐진 것을 가지고「자위 행위」라고 말할 수 없는 것과 같다.
- 아시아 해방을 내걸면서, 일본은 중국・한국을 해방하지 않았다.